# Reinhold Mathes
Reinhold Mathes (* 31. März 1949 in Fulda) ist ein ehemaliger deutscher Fußballspieler.

## Laufbahn
Seine erste Karrierestation waren die Sportfreunde Siegen, von denen er vor der Saison 1971/72 zu Borussia Dortmund in die Fußball-Bundesliga wechselte. Für die Borussen absolvierte er 18 Einsätze. Der BVB stieg ab und Mathes kehrte nach Siegen zurück, wobei er noch den Ex-Wattenscheider Amateur-Nationalspieler Dieter Mietz mitbrachte.
Nach einem Jahr in der Regionalliga (seinerzeit zweithöchste Liga in Deutschland) wechselte Mathes zum SSV Jahn Regensburg, für die er in den Spieljahren 1975/76 und 1976/77 insgesamt 76 Zweitligaspiele bestritt und vier Tore erzielte.
Nach seiner aktiven Laufbahn arbeitete Mathes als Masseur und Physiotherapeut. Zudem erwarb er die A-Lizenz und trainierte verschiedene Mannschaften im Amateurbereich, unter anderem DSC Wanne-Eickel, Rot-Weiß Lüdenscheid und SV Holzwickede. 
In der Westfalenauswahl kam Mathes auf insgesamt 35 Einsätze und gewann 1978 den Amateur-Länderpokal. 
Mittlerweile ist Reinhold Mathes Betreuer und Physiotherapeut der Traditionsmannschaft von Borussia Dortmund. Für diese war er auch jahrelang als Spieler selbst im Einsatz.  